# Nagakura Shinpachi
Nagakura Shinpachi (jap. 永倉新八; Tóquio, 11 de maio de 1839 — 5 de janeiro de 1915) foi um militar japonês e capitão da 2ª divisão do Shinsengumi, uma unidade composta por Samurais que defendeu o poder do Xogum no período Edo.

## Biografia
Nagakura Shinpachi Noriyuki era conhecido como Eikichi ou até mesmo como Eiji quando ele era criança. Ele nasceu no feudo de Matsumae, em Edo, e pertencia ao Clã "Kami-Yashiki" que significava "Acima da Resistência".
O Pai de Nagakura chamava-se Nagakura Kanji, e era um integrante do clã de Matsumae, o "Kami-Yashiki", e era um verdadeiro samurai honrado. Nagakura Kanji que escolheu o nome para sua família. "Naga" que significa "Longa", mas Shinpachi pronunciado junto com "Naga" quer dizer "Eternidade".
Nagakura começou a praticar Kenjutsu bem cedo, até mais cedo que Okita. O Capitão da 1ª Divisão começou a praticar com nove anos de idade o Tennen Rishin Ryuu, mas Nagakura entrou no Dojô Okada Juusuke, começando a praticar o estilo Shintou Munen Ryuu aos 8 anos.
O capitão da 2ª divisão nasceu no dia 11 de Maio de 1839. Aos 18 anos ele já era Mokuroku no estilo Shintou Munen e aos 22 anos ele recebeu o certificado de Menkyo Kaiden, ou seja, mestre supremo em seu estilo. Após isso ele recebeu algumas missões, como por exemplo:
- Passar um tempo no dojo de Yurimoto Shuuzou, que ensinava também o Shintou Munem Ryu.
- Passar um tempo no dojo de Tsubouchi Shume, praticante do estilo Shingyoto Ryuu, aonde ele conheceu Kai Shimada, o vice-comandante da 2ª divisão do Shinsengumi.

Após isso, ele passou a freqüentar o Dojô Shieikan, de Kondou Isami, aonde naturalmente ele aprendeu muitas coisas, tendo conhecido Souji Okita, Toshizou Hijikata, Inoue Genzaburou, Harada Sanosuke, etc. Quando o Shinsengumi foi formado, Nagakura ingressou tornando-se o capitão da 2ª divisão. Quando Okita se sentia doente, Nagakura algumas vezes comandava ambas as divisões: A Ichibantai e Nibantai.
Além disso Nagakura escreveu em vários livros muitas memórias sobre o Shinsengumi, e isto se tornou uma das principais fontes para conseguirmos entender o que foi o Shinsengumi, como eram os capitães e por que lutavam.
Em Bunkyū 3 (1863) - o grupo de Nagakura e Kondō juntou-se ao Roshigumi. Ao chegar em Kyoto, juntou Kondō, Serizawa Kamo e co. em permanecer em Kyoto enquanto o resto dos Roshigumi voltou para Edo. Um dos membros fundadores do Mibu Roushigumi, formado pelo Kyoto Shugoshoku ("Kyoto Protector") Matsudaira Higo no Kami (Katamori, de Aizu) e liderado por Kondō e Serizawa. Após os eventos da 18º dia do 8º mês (18 de setembro de 1863), o grupo ficou conhecido como "Shinsengumi".
Nagakura tornou-se um fukuchou jokin (vice-comandante assistente) em 1863, então se tornou o capitão da 2ª unidade em 1865. Juntamente com o resto do Shinsengumi, ele se tornou um  hatamoto  em 1867.
Após o fim do Shinsengumi, por um azar, ele reencontrou Suzuki Mikisaburou, irmão de Itou Kashitarou, assassinado pelo grupo. Eles se cumprimentaram normalmente, e cada um seguiu seu caminho pela estrada, porque Suzuki sabia que ele provavelmente morreria, caso eles lutassem.
De qualquer modo, Nagakura havia começado a cair em situações um tanto perigosas depois disso, e havia uma enorme suspeita que Suzuki estaria tentando mata-lo. Por esta razão, Nagakura retornou para o clã Matsumae, nos domínios de Hokkaido.
Em Matsumae, Nagakura foi adotado como filho adotivo da família Sugimura, em 1870, através de um casamento. Seu pai adotivo era de um clã de médicos. Sugimura Yoshie foi o nome de Nagakura até o fim. Ele sucedeu a liderança da família em 1875.
Quando o governo Meiji finalmente perdoou seus inimigos, Nagakura construiu um monumento para Kondou e Hijikata, em Itabashi, aproximadamente em maio de 1876. Ele não apenas pegou os membros antigos do Shinsengumi para ajuda-lo, tal como Saitou, mas como também fez uma lista dos membros que ajudaram o Shinsengumi em Hakodate. Matsumoto Ryojun foi outro que participou da construção.
Em algum momento ele visitou Kyoto e Osaka, passando por lugares associados ao Shinsengumi. Ele voltou para a casa Yagi, em Mibu, e visitou Kai Shimada, que estava trabalhando como guarda noturno no templo Nishijoganji, que foi o segundo quartel general do Shinsengumi.
No ano de 1882 ele foi para Hokkaido e virou instrutor de kendô em uma prisão lá. Ele escreveu memórias do Shinsengumi intituladas de "Jitsureki Dan", que posteriormente se transformou em "Shinsengumi Tenmatsuki".
Já velho, ele escreveu memórias do Shinsengumi intituladas de "Jitsureki Dan", que posteriormente se transformou em "Shinsengumi Tenmatsuki". Ele gostava de caminhar sozinho ou na companhia de seus descendentes, quase sempre. Uma de suas manias durante sua velhice era assistir filmes.
É dito que ele gostava bastante de filmes estrangeiros. Uma vez ele comentou “Desde que eu tenho vivido há muito tempo, eu fui capaz de ver maravilhosas civilizações. É uma sensação estranha. Se Kondou e Hijikata estivessem vivos até hoje, e fossem ver um filme, que cara será que eles fariam ao assistirem?”
Nagakura morreu no dia 5 de Janeiro de 1915, com 76 anos de idade, causado por envenenamento sangüíneo pego através de um ferimento em seus dentes.